# Переміжна пневматична компресія
Переміжна пневматична компресія[джерело?] — терапевтичний метод, що може розглядатися як різновид фізіотерапії (локальна баротерапія) або масажу (апаратний лімфодренажний масаж). Полягає у стисканні м'яких тканин за допомогою зовнішніх пневматичних камер, виконаних у формі надувного чобота, рукава, костюма тощо.

## Синонімічні назви
Усталеної міжнародної назви немає. В англомовних країнах найчастіше використовують терміни intermittent або sequenced pneumatic compression, які в українських та російських джерелах перекладаються довільно. Відомі також синонімічні назви: пресотерапія, пневмомасаж, синкардіальний масаж. Українська історична назва — об'ємний пневмопресинг.
Основними сферами використання методу є медична реабілітація, загальна та судинна хірургія, косметологія. Останнім часом у вітчизняній медицині в різному контексті здебільшого використовуються певні терміни, зокрема в реабілітації та курортології — об'ємний пневмопресинг, у хірургії — переміжна пневматична компресія, в косметології — пресотерапія.

## Історія
Перші дослідження впливу атмосферного тиску на живих істот розпочав Р. Бойль в середині XVII ст. З лікувальною метою зміну повітряного тиску застосував Н. Геншоу в 1664 р. У барокамері Геншоу хворий знаходився повністю. Вплив тиску, зігрівання і підвищеної вологості на окрему ділянку тіла запропонували у 1803 р. Н. Сміт та Р. Блегборо. У 1834 р. В. Жюно створив камеру, що дозволила застосувати постійне повітряне стискання кінцівки як монотерапію. У 1926 р. Дж. Розетт розділив еластичну пневматичну камеру на відсіки, що дозволило створювати градієнт тиску. У 1929 р. К. Хаммесфар запропонував ритмічно переміжати надув і здув відсіків (режим масажної хвилі). Витоки сучасних різновидів пневмокомпресійної терапії датують здебільшого 30-ми рр. ХХ ст. (напр., в СРСР — апарат «Ритмогіперем» В. Л. Товбіна, 1928 р., Севастополь).
Хоча принцип методу здавна відомий, його практична реалізація цілком залежить від якості та можливостей апаратури. Тому саме розвиток медичної техніки в найбільшій мірі впливає на впровадження і поширення переміжної пневматичної компресії. У принципово сучасному інженерному рішенні пневмокомпресійні апарати існують з 1960-х рр. В різних країнах розробки апаратного забезпечення проводились незалежно. Це призвело до появи багатьох комерційних назв методу і важкості у визначенні авторства тієї чи іншої інновації.
Внесок у розвиток теорії переміжної пневматичної компресії зробили А.С. Залманов, І. В. Таршинов. Впродовж ХХ ст. теоретичні засади методу в капіталістичних та соціалістичних країнах формувалися незалежно, що призвело наприкінці ХХ ст. до виникнення двох концепцій. В країнах Європи та Північної Америки метод розглядають передусім як специфічний вплив на місцевий кровообіг, в Україні та деяких країнах колишнього СРСР — передусім як неспецифічний вплив на системний кровообіг. У країнах Азії метод є запозиченим і розглядається згідно з поглядами західної медицини.
В СРСР пневмокомпресійна терапія у сучасному вигляді використовувалась в авіаційній та космічній медицині з 1970-х рр. Наприкінці 1980-х рр. для громадської медицини у Москві був розроблений апарат «АПКУ-5», який проходив клінічні випробування в Київському НДІ клінічної та експериментальної хірургії МОЗ УРСР. В 1989—1992 рр. на його базі був створений український апарат «Біорегулятор-004М».

## Процедура
Процедура виконується звичайно в положенні лежачи або сидячи за допомогою одно- або багатокамерної пневматичної манжети. Манжета закріплюється на певній ділянці тіла пацієнта і впродовж процедури заповнюється повітрям. Існують портативні моделі для усування втоми і відчуття важкості в ногах, які можна носити під час звичайних побутових дій, зокрема ходи.
Типовою є багатокамерна манжета. Наприклад, для ноги використовується від 4 камер (апарати косметологічного і профілактичного спрямування) до 12 камер (лікувальні апарати). Багатокамерність дозволяє формувати хвильовий масаж, коли повітря послідовно надходить у суміжні камери. Інша перевага багатокамерності — можливість створення різного тиску в камерах, зокрема градієнту тиску. Після наповнення кожної з камер манжета скидає повітря і цикл повторюється. Після виконання процедури на одній ділянці тіла можливе продовження масажу на іншій ділянці. Потенційно процедури можуть виконуватись на всіх ділянках тіла, крім горла, статевих органів у чоловіків та молочних залоз у жінок.
Основними параметрами процедури є:
- послідовність наповнення камер (напрям розповсюдження масажної хвилі);
- тривалість наростання і збереження максимального тиску;
- тривалість зниження і підтримання мінімального тиску;
- тривалість сеансу: в середньому від 15 до 80 хв;
- тривалість курсу: косметологічного 5-15 сеансів, лікувально-реабілітаційного 10-30 сеансів;
- коливання тиску в манжеті здебільшого в межах 20-150 мм рт. ст.

## Механізм дії (на прикладі об'ємного пневмопресингу)

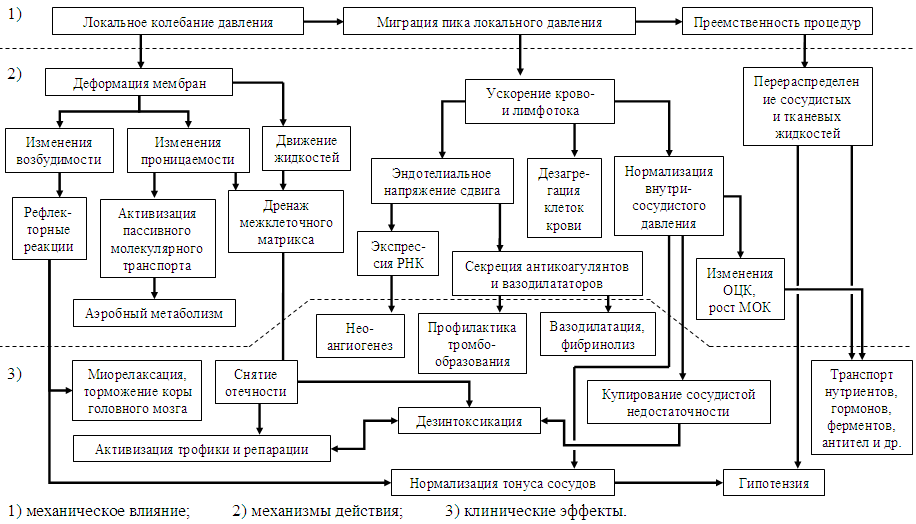
Специфічна дія об'ємного пневмопресингу

Фізіологічна дія пневмопресингу обумовлена нервово-рефлекторними реакціями, безпосередньо механічним впливом на тканини і гуморальними змінами в організмі. Механічне розтягування шкірного покриву, стискання повітряною хвилею підшкірної клітковини і підлеглих тканин викликає зміну електричного потенціалу клітин, виникнення п'єзоефекту, підвищення проникності біологічних мембран.
Знімається спазм прекапілярів, артеріовенозних анастомозів, поліпшується мікроциркуляція крові та лімфи, зменшуються набряки, поліпшується периферична і системна гемодинаміка. Змінюються реологічні властивості крові, розчиняються мікротромби. Відновлюється тонус і скорочувальна здатність стінок судин.
Прискорюються віддача еритроцитами кисню, утворення вільних ковалентних зв'язків гемоглобіну, насичення тканин киснем. Підтримується аеробне окислення глюкози з накопиченням АТФ. Доокиснення продуктів розщеплення глюкози, залуження крові і активізація виведення токсинів усувають подразнення нервових закінчень і нормалізують нервову регуляцію. Зменшуються трофічні і вазомоторні розлади, активізується обмін речовин, відбувається регенерація тканин.
Метод впливає на екстерорецептори (больові, термічні, барорецептори), пропріо- і інтерорецептори. Відновлюються функції рецепторів шкіри, м'язів, внутрішніх органів, поліпшується провідність, прискорюється регенерація нервів. Поліпшення кровообігу в центральній нервовій системі призводить до зняття больового і гіпертензивного синдромів, розвитку седативного і снодійного ефектів, нормалізації діяльності вегетативної нервової системи.

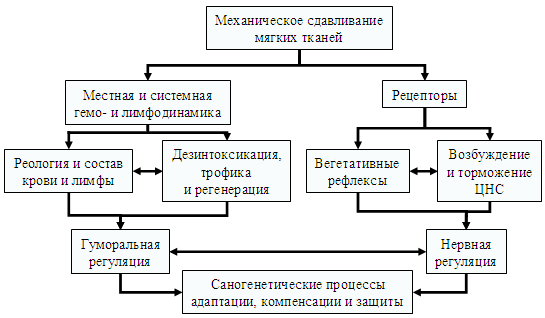
Неспецифічна дія об'ємного пневмопресингу

Клінічні ефекти об'ємного пневмопресингу: поліпшення загального і місцевого кровообігу, поліпшення мікросудинного крово- і лімфотоку, зниження в'язкості, підвищення однорідності крові, прискорення виведення токсинів, поліпшення живлення і відновлення тканин, м'язове розслаблення, зниження кров'яного тиску, знеболюючий ефект, протизапальний ефект, зменшення набряклості, імуномодулюючий ефект, заспокійливий ефект, цукрознижувальний ефект.

## Пресотерапія
Пресотерапія, компресійний масаж — один з варіантів апаратного масажу, спрямований на усунення застою лімфи, поліпшення циркуляції крові, очищення і живлення шкіри. Тиск повітря створює хвилеподібні рухи, які роблять масаж (імітацію м'язових скорочень) від периферії до центру, покращуючи тонус судин, стимулюючи лімфовідтік і кровообіг. Оздоровчий ефект пресотерапії заснований на фізіологічному дренажі тканин і лікувальних властивостях масажу.
Процедура входить в список популярних послуг косметологічних і масажних кабінетів, багатопрофільних медичних клінік. Проводити пресотерапію в домашніх умовах без нагляду компетентного спеціаліста небажано, оскільки ефект залежить від коректності вибору програми.
Для загальної пресотерапії надягають костюм у вигляді скафандра, здійснюється загальний вплив на весь організм. Місцева пресотерапія передбачає застосування манжет для різних частин тіла (рук, ніг, попереку, живота). Така методика гнучкіше пристосовується до особливостей клієнта і тому зручніша в застосуванні. Пресотерапія ніг може проводитись і за косметологічними, і за медичними показаннями, тоді процедуру призначає лікар-флеболог.
Показання:
- варикоз (профілактика, лікування початкових стадій), хронічна венозна недостатність без дефектів венозних клапанів; профілактика тромбоза (зокрема у хворих, що лежать), висока в'язкість крові; набряки: післяопераційні, післятравматичні, лімфатичні, при вагітності;
- купероз; реабілітація після косметичних операцій (ліпосакції); целюліт (в тому числі післяпологовий), знижений тонус шкіри;
- реабілітація після м'язових навантажень (спортивних тощо); м'язовий спазм, зниження м'язової активності;
- надлишкова вага, локальне та загальне ожиріння;
- церебральний параліч; хвороба Паркінсона; невралгії, міозити, міопатії;
- синдром втомлених ніг; швидка втомлюваність, стан хронічного стресу, вегетосудинна дистонія;
- ревматоїдний артрит;
- атонічні закрепи.

Протипоказання:
- серцева (дискутується: будь-яка або ІІ-ІІІ ст.)[6], судинна, печінкова чи ниркова недостатність;
- аритмія, наявність кардіостимулятора;
- порушення згортання крові; поточний тромбоз, тромбофлебіт та період після них;
- захворювання (зокрема гострі запалення) шкіри, нагноєння; синці, розриви капілярів, перелами та період після них, наявність металевих протезів в зоні процедури; операції на периферичних нервових стовбурах;
- цукровий діабет;
- 4-9 місяці вагітності (дискутується)[6];
- будь-які новоутворення (міома матки дискутується)[6];
- туберкульоз;
- психічні розлади, епілепсія, алкоголізм, наркоманія.

Протипоказання до пресотерапії обличчя: захворювання щитоподібної залози; висока чутливість каротидного синуса; період реабілітації після косметологічних процедур; неврит лицевого, трійчастого, очного нерва.
Протипоказання до пресотерапії живота: вагітність і годування груддю; кишкова непрохідність, інші захворювання кишки; раніше перенесенній перитоніт; відновний період після хірургічного втручання; менструальна кровотеча.
Побічні ефекти зазвичай не спостерігаються. Можливі почервоніння і слабка набряклість в зоні процедури, утворення гематом (не потребують лікування).
Процедури комфортні, сприяють розслабленню, покращенню настрою, відчуттю припливу сил. Вважають, що одна процедура пресотерапії за ефективністю прирівнюється до кількох годин ручного масажу. Добре поєднуються з іншими процедурами, зокрема кавітацією, обгортуваннями, масажем. Пресотерапія може проводитися за наявності протипоказань до ультразвукової терапії, електрофорезу або ручного масажу. Не потребує підготовки, після сеансу можна вести звичне життя. Може проводитись щоденно. Ефект помітній після однієї процедури.
Основні недоліки: тривалість (10-15 процедур по 2-3 рази на тиждень), висока вартість курсу. Ціна залежить від апарата, що застосовується, кваліфікації фахівця, престижності клініки, тривалості процедури і кількості зон проведення процедури.

## Переміжна пневмокомпресія
Фізіологічні ефекти переміжної пневматичної компресії
| Категорія                     | Фізіологічні ефекти | Потенційні прямі та непрямі вигоди |
| ----------------------------- | --- | --- |
| Гемодинамічні, гематологічні  | ↓ венозного стазу; ↑ швидкості течі у глибоких венах; ↑ фібринолізу; ↑ об'ємного потоку крові; ↑ ендотеліального напруження зсуву; ↓ артеріо-венозного градієнту тиску; ↑ напруження зсуву ендотеліоцитів та стовбурових клітин;                                                                    | ↓ венозного тиску; ↑ інтерстиційного набряку; ↑ тромбогенності; ↑ внутрішньосудинного згортання; ↑ венозного зпорожніння; ↓ стазу; ↓ набряку; ↑ артеріального притоку; ↑ фібринолізу; ↑ вазодилятації; ↓ тромбозу; ↑ продукції простацикліну; ↓ ендетеліального фактора розслаблення; ↓ фактора росту тромбоцитів; |
| Фібринолітичні, гематологічні | ↑ фібринолітичної активності; ↓ антигену тканинного активатора плазміногену; ↑ активності тканинного активатора плазміногену; ↓ антигену інгібітора-↑ активатора плазміногену; ↓ активності інгібітора-1 активатора плазміногену; ↓ рівня фактору VIIa; ↑ рівня інгібітора шляху тканевого фактора; | ↑ ендогенної фібринолітичної активності; ↑ тробозу; ↓ внутрішньосудинного згортання; ↓ гіперкоагуляції; |
| Тканевий тиск кисню           | ↑ рівня через шкірного тиску кисню; ↓ об'єму інтерстиційної рідини; ↓ венозного стазу; | ↑ бар'єру кисневої дифузії; ↓ набряку ніг; ↑ температури шкіри; |
| Набряк                        | ↓ артеріовенозного шунтування; ↓ набряку. | ↑ капілярної перфузії; ↑ трофіки шкіри. |

Показання:
- набряк[11][12];
- профілактика венозного тромбоемболізму[11][12];
- венозна трофічна виразка[11][12];
- захворювання периферичних артерій[11];
- лімфедема[11].

Протипоказання: серцева недостатність або набряк легень; нещодавні чи гострі тромбоз глибоких вен, тромбофлебіт чи ТЕЛА; обструкція лімфатичних чи венозних судин; гостре захворювання периферичних артерій або артеріальна трофічна виразка; гостра місцева шкірна інфекція; виражена гіпопротеїнемія (загальний білок <2 gm/dL); гостра травма або перелом; реваскуляризація артерій.
З обережністю при: ослабленій чутливости або мисленні; неконтрольованій гіпертензії; раці; інсульті чи вираженій цереброваскулярній недостатності.

## Об'ємний пневмопресинг
Об'ємний пневмопресинг — різновид пневмокомпресійної терапії, запропонований у 1996—1998 рр. І. В. Таршиновим зі співавт. Провідною особливістю підходу є його холістичність.
Як мішені дії тиску на тканини в англомовній літературі виступають система гемостазу та ендотелій, а в російськомовній — транскапілярний обмін. Натомість концепція об'ємного пневмопресингу поєднує ці погляди і передбачає також вплив тиску на рецептори.
Спостереження віддалених реакцій доводить, що навіть місцева процедура об'ємного пневмопресингу може мати генералізований ефект.
Оскільки кровообіг бере участь у системній регуляції, підтримці гомеокінезу, розвитку адаптаційно-компенсаторних реакцій, об'ємний пневмопресинг як специфічний активатор і коректор кровообігу також неспецифічно стимулює саногенетичні процеси.
Застосування концепції об'ємного пневмопресингу дозволило отримати терапевтичну вигоду від використання пневмокомпресійної терапії при цукровому діабеті, гіпертонічній хворобі, деяких очних хворобах та розладах центральної нервової системи.

### Показання
Призначення об'ємного пневмопресингу:
- Захворювання серцево-судинної системи: гіпертонічна хвороба, артеріальна гіпотензія; реабілітація при інфаркті міокарда; облітеруючі ураження артерій: атеросклероз, ендартеріїт, хронічна артеріальна недостатність; варикозна хвороба; підгострий флебіт, профілактика і реабілітація тромбофлебіту; хронічна венозна і лімфатична недостатність, в тому числі лімфедема; діабетичні мікро- і макроангіопатії (в тому числі синдром діабетичної стопи); трофічні виразки.
- Дегенеративно-дистрофічні, запальні та травматичні ураження опорно-рухового апарату: остеохондроз хребта, порушення постави; деформуючий остеоартроз; артрити; травматичні пошкодження сухожильно-зв'язкового апарату; спортивні м'язові перевантаження; контрактури; реабілітація при переломах; доброякісні міопатії, спастичний і міофасціальний синдроми.
- Захворювання центральної нервової системи: дисциркуляторна енцефалопатія; реабілітація при гострих порушеннях мозкового кровообігу; розсіяний склероз; дитячий церебральний параліч; епілепсія.
- Психічні розлади: депресивні і невротичні розлади; післястресовий період, розумові і емоційні перевантаження; синдром дефіциту уваги і гіперактивності; розлади і затримка розвитку мови, дитячий аутизм.
- Захворювання периферичної нервової системи: невралгії; вертеброгенні больові синдроми, радикулопатії; нейропатії (зокрема діабетична).
- Захворювання очей: відкритокутова глаукома; ретинопатії (зокрема діабетична); астигматізм, відшарування сітківки; вікова і післяопікова макулодистрофії.
- Вегетопатії та капіляропатії: синдром вегетативної дисфункції; метеопатичний розлад; ангіотрофоневрози, синдром Рейно.
- Хронічна гіподинамія (в тому числі у лежачих хворих).
- Функціональні розлади шлунково-кишкового тракту і жовчовивідних шляхів. Хронічний гепатит, хронічний холецистит.
- Хронічні обструктивні й запальні захворювання дихальної системи (бронхіт, неспецифічні пневмонії, синусити).
- Хронічні запальні захворювання сечостатевої сфери: захворювання передміхурової залози; еректильна дисфункція
- Метаболічний синдром, ожиріння.

### Протипоказання
Абсолютні — є гострі інфекційні хвороби, гострі реанімаційні стани, гостра хірургічна патологія, злоякісні новоутворення.
Відносні — є декомпенсовані захворювання (серцева та легенева декомпенсація — абсолютні протипоказання в умовах амбулаторії), виражене загальне виснаження, гострий або нестабільний перебіг захворювання, наявність каменів, великих кіст, гриж внутрішніх органів, гнійно-септичні ураження шкіри.

## Нормативні документи
В Україні використання об'ємного пневмопресингу регламентується наступними документами: Реєстр галузевих нововведень Міністерства охорони здоров'я України:
- № 109/15/01. Медичний комплекс «Біорегулятор» для об'ємного пневмопресингу.
- № 347/37/12. Спосіб корекції відхилень у розвитку психіки у дітей.
- № 682/2/15. Технологія об'ємного пневмопресингу (переміжної пневматичної компресії за методом І. В. Таршинова), що виконується за допомогою апаратів серії «Біорегулятор».

Накази Міністерства охорони здоров'я України:
- Наказ МОЗ України від 15.06.2007 № 329 «Про затвердження протоколів надання медичної допомоги з профілактики тромботичних ускладнень в хірургії, ортопедії і травматології, акушерстві та гінекології» .

Клінічні рекомендації:[ненейтрально]
- Венозний тромбоемболізм: діагностика, лікування, профілактика. Міждисциплінарні клінічні рекомендації / під ред. В. Н. Бойка. — Київ, 2011.

Методичні рекомендації та інформаційні листи:[ненейтрально]
- Волошин П. В. и др. Использование методики пневмопрессинга в комплексном лечении вертеброгенного болевого синдрома при неврологических проявлениях остеохондроза. — УкрНИИ клинической и экспериментальной неврологии и психиатрии, ИТО «Новое в медицине», 1999.
- Сухарєв І. І. та ін. Застосування методу об’ємного пневмопресингу (пневмовакуумкомпресії) тканин у комплексному лікуванні судинних захворювань нижніх кінцівок за допомогою терапевтичного комплексу «Біорегулятор». — Ін-т хірургії та трансплантології, ІТО «Нове у медицині», 2001.
- Гуч А. А. и др. Применение метода объемного пневмопрессинга в лечении хронической венозной недостаточности нижних конечностей, обусловленной недостаточностью клапанного аппарата вен. — Ин-т хирургии и трансплантологии, ИТО «Новое в медицине», 2004.
- Моїсеєнко Є. В. та ін. Психофізіологічний супровід антарктичних експедицій. — Ін-т фізіології ім. О.О. Богомольця, Ін-т медицини праці, Національний Антарктичний науковий центр, Ін-т психології ім. Г.С. Костюка, 2006.
- Жабоєдов Г. Д. та ін. Застосування методу об’ємного пневмопресингу (пневмовакуумкомпресії) в офтальмології. — НМУ ім. О. О. Богомольця, 2010.
- В.В. Кальниш та ін. Об’ємний пневмопресинг у лікарській практиці. Методичні рекомендації. — ІМП НАМН, ІТО «Нове у медицині», 2017.
- Чуприков А. П. та ін. Застосування пневмопресингу у дитячій психоневрології. Інформаційний лист про нововведення в системі охорони здоров’я №174-2009. — НМАПО ім. П.Л. Шупика, ІТО «Нове у медицині», Укрмедпатентінформ, 2009.

## Наукова співпраця
Світовим координатором досліджень в галузі компресійної терапії є Міжнародний компресійний клуб (м. Берндорф, Австрія) — громадська організація, яка об'єднує фахівців з компресійної терапії. Хоча клуб не має нормативної влади, пропозиції його робочих груп стають основою покращень міжнародних норм і настанов. Робочі групи з медичних експертів і представників промисловості співпрацюють у таких видах діяльності, як організація зустрічей для обговорення проблем, що становлять спільний для груп інтерес, розробка та публікація консенсусних документів і рекомендацій, організація навчальних курсів з компресійної терапії, керівництво експериментальними і клінічними дослідженнями, планування і координація ефективного спілкування та освіти, подання рекомендацій щодо показань і класифікації компресійних виробів.
В Україні дослідження з об'ємного пневмопресингу в 1992—2020 р. координував ТОВ «ІТО „Нове у медицині“» (м. Київ).